# Liste der Bodendenkmäler in Sontheim (Schwaben)
Auf dieser Seite sind die Bodendenkmäler in der schwäbischen Gemeinde Sontheim zusammengestellt. Diese Tabelle ist eine Teilliste der Liste der Bodendenkmäler in Bayern. Grundlage ist die Bayerische Denkmalliste, die auf Basis des Bayerischen Denkmalschutzgesetzes vom 1. Oktober 1973 erstmals erstellt wurde und seither durch das Bayerische Landesamt für Denkmalpflege geführt wird. Die folgenden Angaben ersetzen nicht die rechtsverbindliche Auskunft der Denkmalschutzbehörde.

## Bodendenkmäler der Gemeinde Sontheim

### Bodendenkmäler in der Gemarkung Attenhausen
| Lage                   | Objekt | Akten-Nr.     | Bild |
| ---------------------- | --- | ------------- | ---- |
| Attenhausen (Standort) | Grabhügel vorgeschichtlicher Zeitstellung. | D-7-7927-0049 |      |
| Attenhausen (Standort) | Burgstall des Mittelalters. | D-7-8028-0002 |      |
| Attenhausen (Standort) | Mittelalterliche und frühneuzeitliche Befunde im Bereich der Katholischen Pfarrkirche St. Andreas in Attenhausen und ihrer Vorgängerbauten. Siehe auch: St. Andreas (Attenhausen) | D-7-8028-0084 |      |

### Bodendenkmäler in der Gemarkung Sontheim
| Lage                | Objekt | Akten-Nr.     | Bild |
| ------------------- | --- | ------------- | ---- |
| Sontheim (Standort) | Körpergräber der Merowingerzeit. | D-7-7928-0061 |      |
| Sontheim (Standort) | Mittelalterliche und frühneuzeitliche Befunde im Bereich der Katholischen Pfarrkirche St. Martin in Sontheim und ihrer Vorgängerbauten. Siehe auch: St. Martin (Sontheim) | D-7-7928-0065 |      |